# Commission internationale de coopération intellectuelle
Pour les articles homonymes, voir Commission internationale (homonymie).
La Commission internationale de coopération intellectuelle (CICI) est, entre 1922 et 1946, un organe de la Société des Nations (SDN) chargé de la coordination des travaux et des relations scientifiques.
Elle est l'ancêtre de l'Unesco, créée en 1946, qui la remplacera.

## Historique

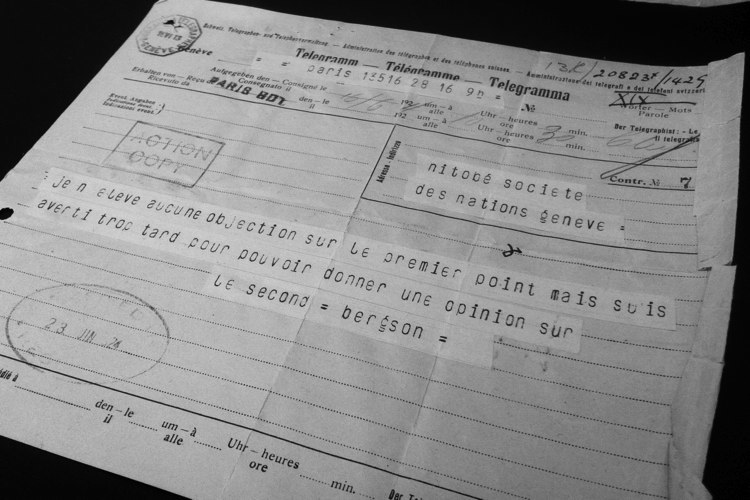
Télégramme d'Henri Bergson, président de la CICI, à Nitobe Inazō, directeur de la section des bureaux internationaux de la SDN (dans laquelle se trouve la CICI).

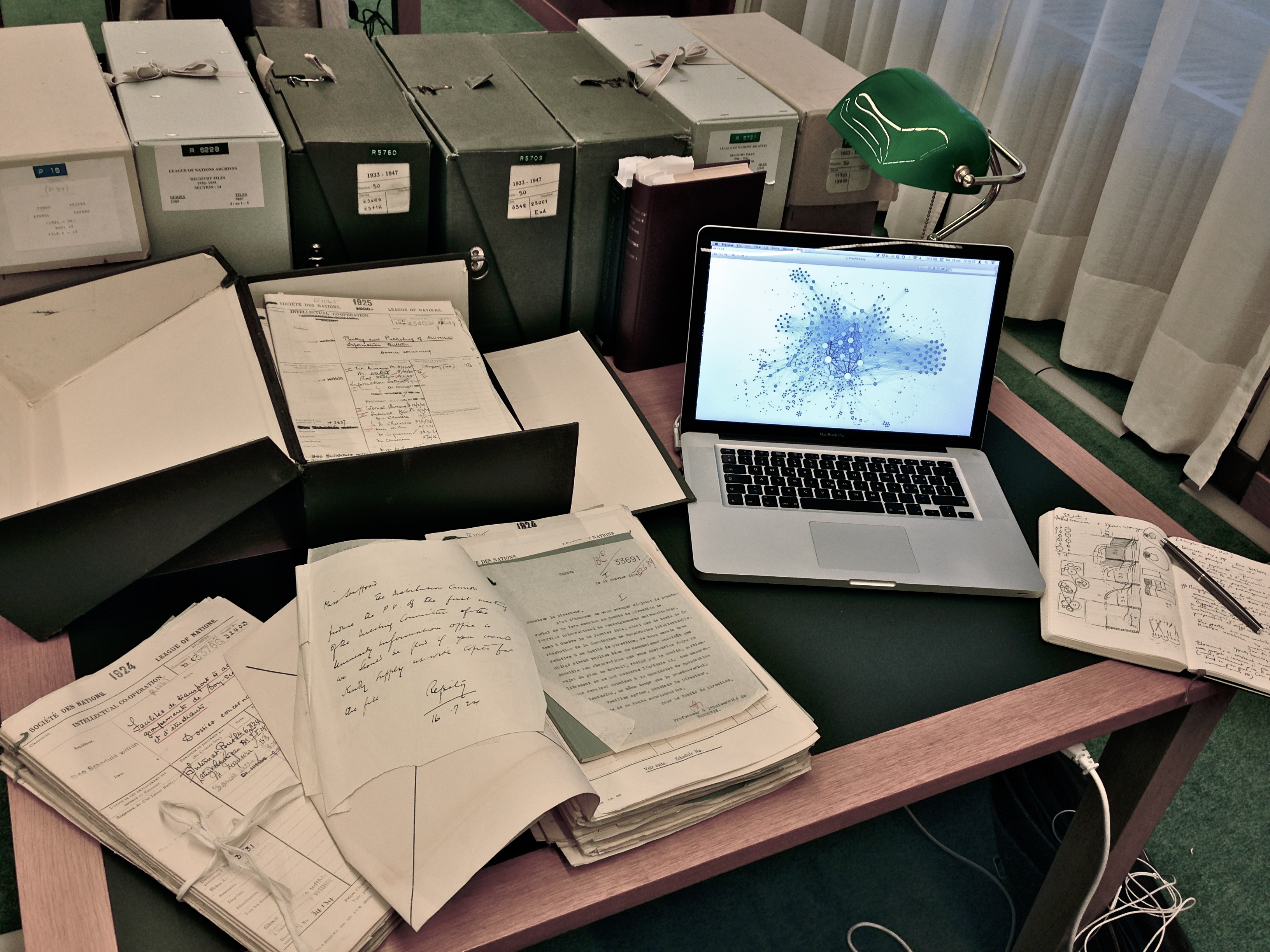
Les archives de la CICI.

Bien que la coordination des questions scientifiques et culturelles ne fassent pas partie des missions fondamentales de la Société des Nations telles que décrites dans le Pacte de 1919, cette commission s'est occupée de la diffusion d'un idéal dans la sphère politique, de l'échange d'ouvrages, et également du renforcement des relations intellectuelles entre les pays de 1922 à 1939.
Dès 1920, l'Assemblée de la SDN envisage la possibilité de fonder une commission consultative, chargée d'évaluer les besoins en la matière. En septembre 1921, la SDN adopte une proposition française pour la constitution d'un organisme destiné à renforcer la collaboration des nations dans le domaine du travail intellectuel (il s'agit de promouvoir les échanges entre scientifiques, universitaires, artistes et intellectuels) et à consolider l'action en faveur de la paix tout en suscitant un esprit international. Rapidement, cette commission de coopération intellectuelle (CICI) est pérennisée puis renforcée par la création de l'Institut international de Coopération intellectuelle (IICI), à Paris en 1926, contribuant à reconstruire partiellement et à densifier le réseau des acteurs scientifiques, en Europe en particulier.

### La Commission Internationale de Coopération Intellectuelle

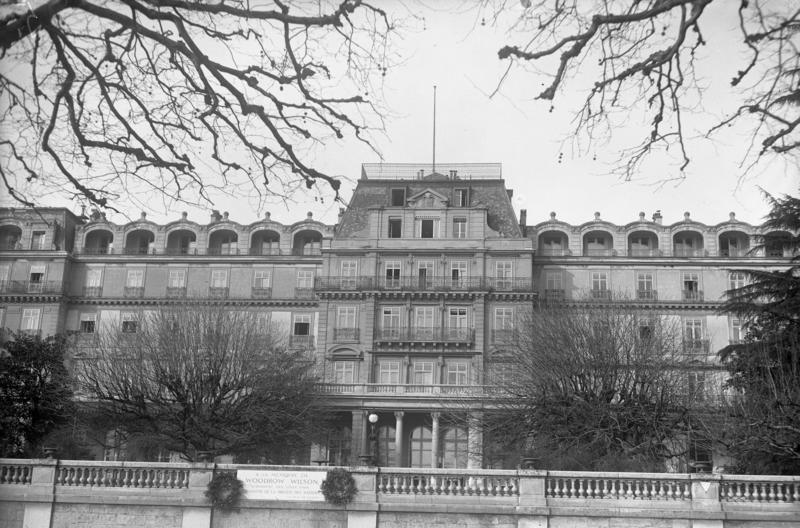
Le palais Wilson (Genève), siège de la SDN et de la CICI.

La Commission internationale de coopération intellectuelle (CICI) a été officiellement créée en janvier 1922 et compte de 12 à 19 personnalités. La première session a lieu en août 1922, sous la présidence de Henri Bergson ; son travail s'est poursuivi jusqu'en 1939. L'Institut International de Coopération Intellectuelle voit également ses activités suspendues par le second conflit mondial et servira de base à la création de l'Unesco en 1946.
Cette commission, qui rassemblait de grandes personnalités comme Albert Einstein, Marie Curie, Robert Andrews Millikan, Devendra N. Bannerjea, Leopoldo Lugones, a été présidée par trois personnalités :
- le philosophe Henri Bergson (1922-1925)
- le physicien Hendrik Lorentz (1925-1928)
- le littéraire Gilbert Murray (1928-1939).

Parmi les experts sollicités par les commissions thématiques affiliées à la CICI, on trouve par exemple Béla Bartók, Thomas Mann, Johan Huizinga, Salvador de Madariaga, ou Paul Valéry.

### L'Institut International de Coopération Intellectuelle

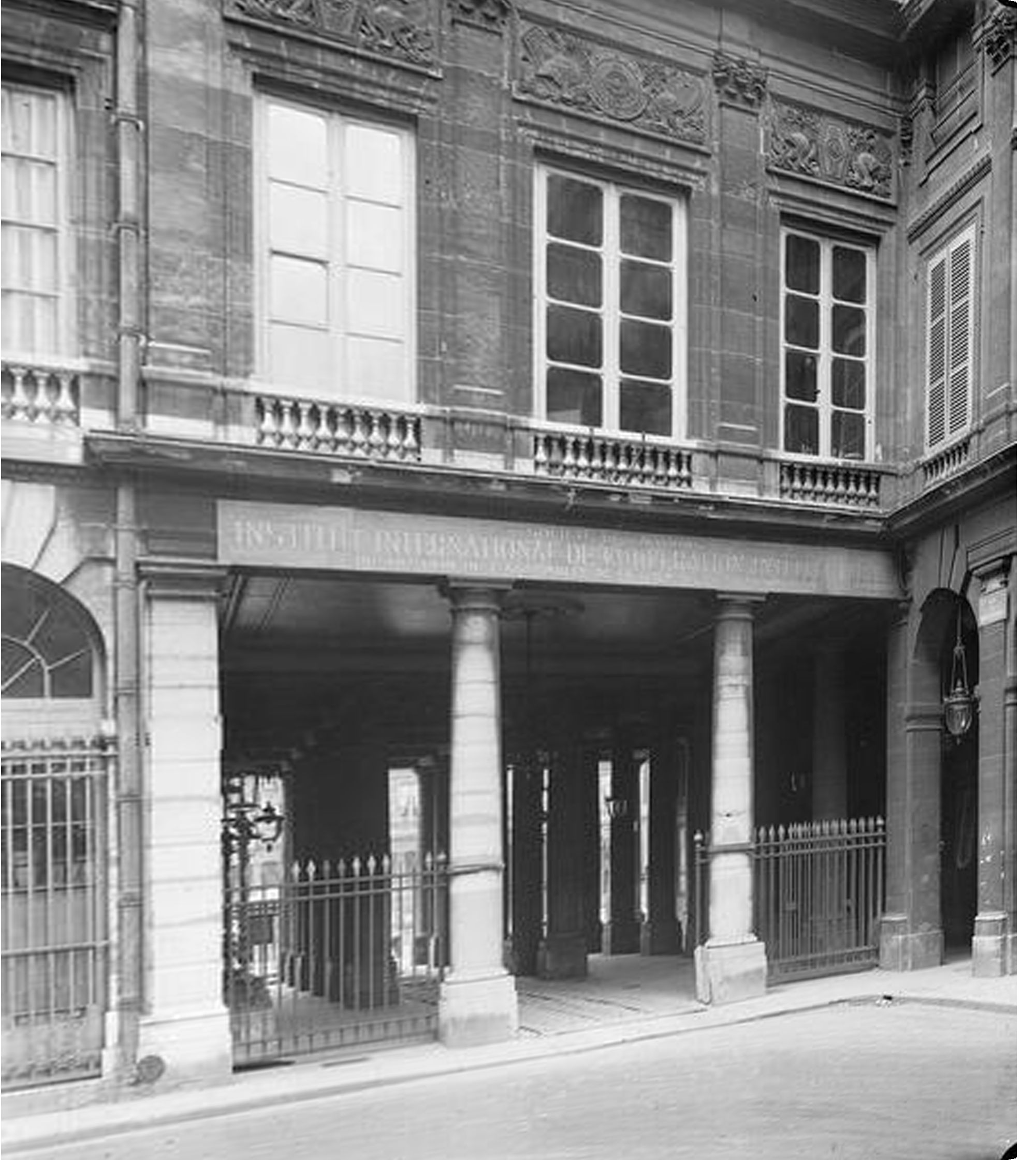
Une entrée du Palais-Royal (Paris), 2 rue de Montpensier, où l'IICI est installé en 1926 par le gouvernement français.

L'Institut International de Coopération Intellectuelle (IICI) est proposé en 1924 à la SDN par le gouvernement français. Il est juridiquement l'organe exécutif de la CICI et est administré par elle, mais conserve une certaine marge de manœuvre. Il est officiellement inauguré le 16 janvier 1926. Il a trois directeurs successifs, de nationalité française (certains y voient une marque du « projet culturel français » de prise de contrôle sur les relations culturelles internationales) :
- Julien Luchaire de 1926 à 1930, dont l'Institut français de Florence qu'il fonda en 1907 et dirigea jusqu'en 1920 constitua une expérience pionnière de coopération culturelle bilatérale entre la France et l'Italie[11].
- Henri Bonnet de 1931 à 1940.
- Jean-Jacques Mayoux de 1945 à 1946.

L’IICI est dans une relative autonomie vis-à-vis de la Société des Nations et il entretient des relations diplomatiques avec les États membres de la SDN, récupérant d'ailleurs la responsabilité de coordonner les Commissions nationales de coopération intellectuelle. Ces dernières, créées par des particuliers ou des gouvernements, nomment des délégués chargés de représenter leurs intérêts auprès de l’IICI et font offices de répondantes locales de la CICI. En 1939, 44 délégués et 45 Commissions nationales travaillent avec l’IICI. Celui-ci est fermé de 1940 à 1944. Il rouvre brièvement en février 1945 pour léguer en 1946 l'esprit de sa mission et ses archives à l'Unesco.

#### Ouvrages
- Martin Grandjean, Les réseaux de la coopération intellectuelle. La Société des Nations comme actrice des échanges scientifiques et culturels dans l'entre-deux-guerres, Lausanne, Université de Lausanne, 2018, 600 p. (lire en ligne)
- Jean-Jacques Renoliet, L'UNESCO oubliée, la Société des Nations et la coopération intellectuelle (1919-1946), Paris, Publications de la Sorbonne, 1999, 352 p. (ISBN 978-2-85944-384-9, lire en ligne)
- (en) Frederick Northedge, International Intellectual Co-operation Within the League of Nations : Its Conceptual Basis and Lessons for the Present, Londres, University of London, 1953
- Chapitre V. La société des esprits : la coopération intellectuelle dans le cadre de la société des nations, Schroeder-Gudehus Brigitte (Les scientifiques et la paix : La communauté scientifique internationale au cours des années 20 [en ligne]. Montréal : Presses de l’Université de Montréal, 2014 (consulté le 11 décembre 2020).

#### Articles
- Xavier Riondet, « L’Institut international de coopération intellectuelle : comment promouvoir un enseignement répondant à l’idéal internationaliste (1931-1937) ? », Relations internationales, vol. 183, no 3,‎ 27 octobre 2020, p. 77–93 (ISSN 0335-2013, DOI 10.3917/ri.183.0077, lire en ligne, consulté le 1er juin 2025)